# Chad Kellogg
Chad Kellogg (22. září 1971 Omak – 14. února 2014 Cerro Chaltén) byl americký horolezec.

## Život
Narodil se ve městě Omak v americkém státě Washington. Jeho rodiče byli misionáři, proto po dobu sedmi let vyrůstal v Keni. Po návratu do Ameriky se rodina usadila v Seattlu. Zde Kellogg později studoval na Washingtonské univerzitě. S horolezectvím začal v roce 1984 v Severních Kaskádách. V letech 1997 až 1998 pracoval jako horolezecký ranger v Národním parku Mount Rainier. V roce 1998 se stal prvním člověkem, který dokázal vystoupit a sestoupit z vrcholu Mount Rainier za méně než pět hodin. V roce 2003 zvítězil v rychlostním závodu na Chan Tengri, nejvyšší horu Kazachstánu.
Třikrát (v letech 2010, 2011 a 2013) se pokoušel překonat rychlostní rekord na Mount Everestu, ale nebyl úspěšný. Má za sebou také několik prvovýstupů, například jihozápadním hřebenem na čínskou horu Mount Siguniang, stejně jako novou cestou na jihoamerickou Aconcaguu. V roce 2014 odjel spolu s Jensem Holstenem do Patagonie, kde měli v plánu vystoupit na Cerro Chaltén. Vrcholu dosáhli, ale Kellogg byl při sestupu zasažen padajícím kamenem a na místě zemřel.
Jeho manželkou byla Lara-Karena Bitenieks, která zemřela v 38 letech na Aljašce. Měsíc po její smrti byl Kelloggovi diagnostikován kolorektální karcinom. Později se vyléčil. Byl buddhistou.